# Буковиця-при-Літії
Буковиця-при-Літії (словен. Bukovica pri Litiji) — поселення в общині Шмартно-при-Літії, Осреднєсловенський регіон, Словенія. 
Висота над рівнем моря: 620,7 м.